# Aularhinus
Aularhinus är ett släkte av skalbaggar. Aularhinus ingår i familjen vivlar.
Kladogram enligt Catalogue of Life:
| Aularhinus | \| \| Aularhinus inaequalis \| \| \| \| |
|            | \| \| Aularhinus inaequalis \| \| \| \| |
|            | Aularhinus inaequalis                   |
|            |                                         |